# 水原市庁駅

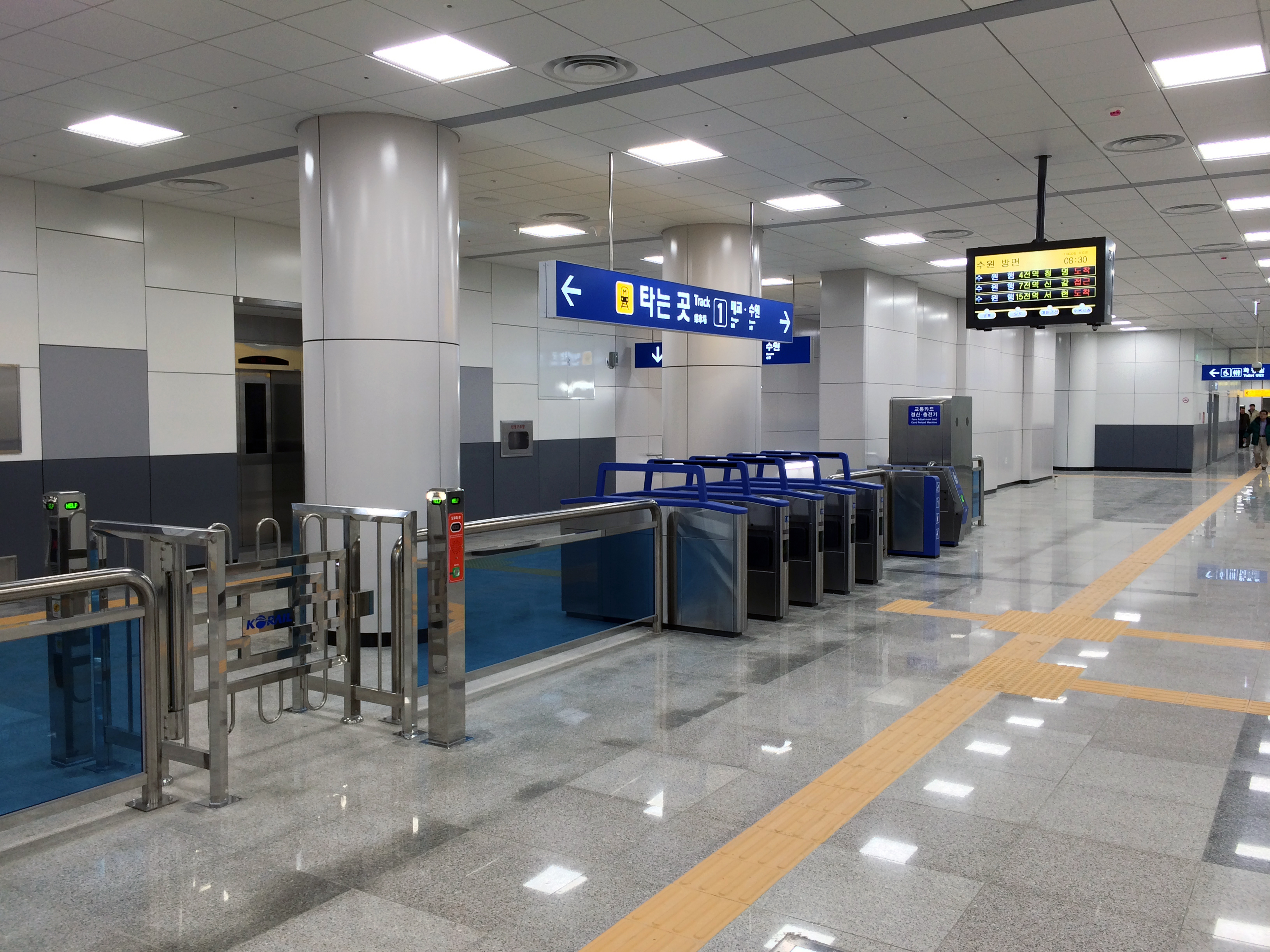
1番ホーム用改札口

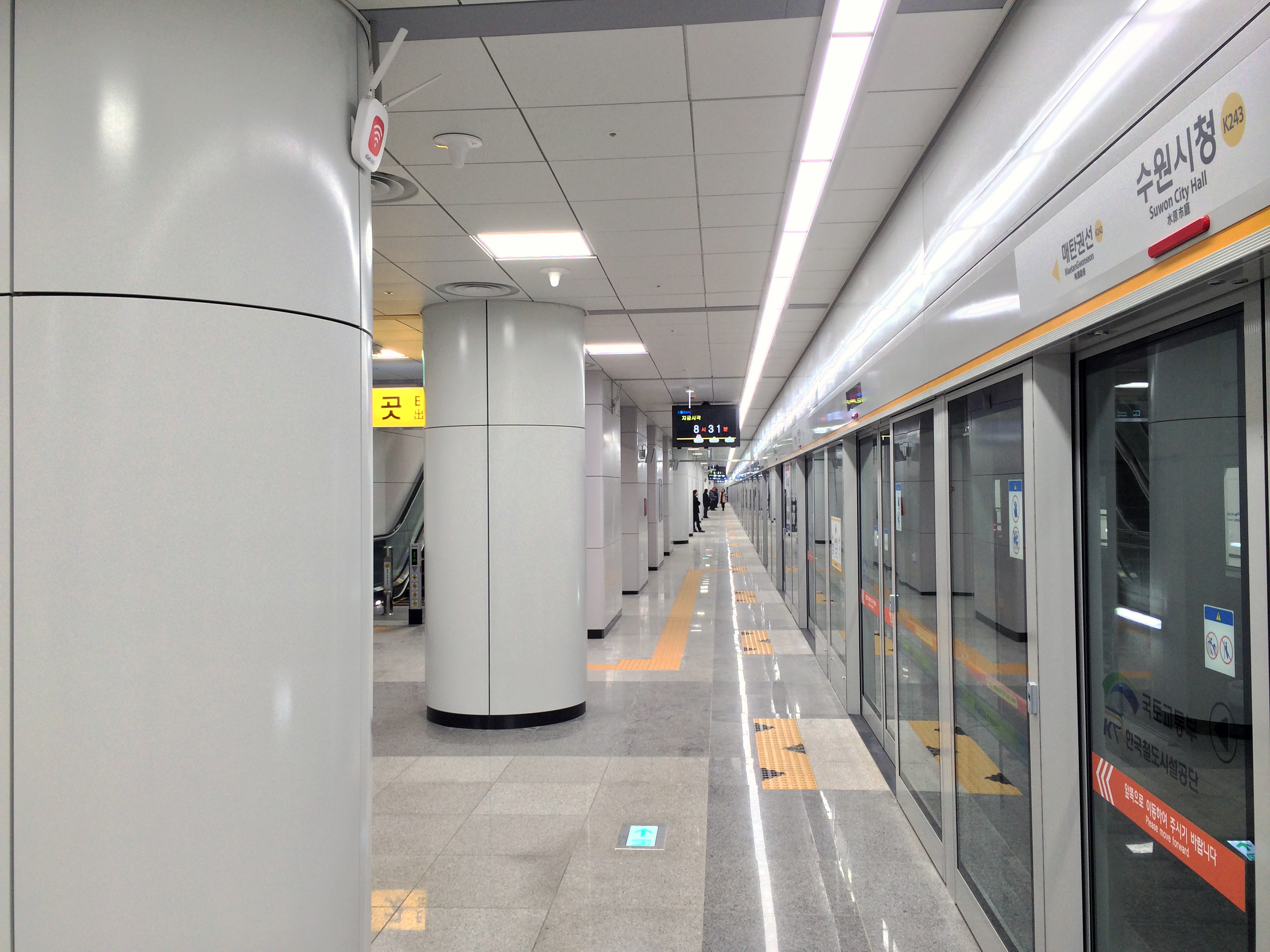
プラットホーム

水原市庁駅（スウォンシチョンえき）は大韓民国京畿道水原市勧善区勧善1洞にある、韓国鉄道公社（KORAIL）水仁・盆唐線の駅。駅番号は(K243)。

## 駅構造
相対式ホーム2面2線を有する地下駅で、エレベーター・エスカレーター・ホームドア設置駅。改札口は上下ホーム別々に設置されているため、上下ホーム間の通り抜けは不可能。出口は10ヶ所ある。

### のりば
| 1 | 盆唐線 | 水原方面                   |
| 2 | 盆唐線 | 梅灘勧善・宣陵・往十里方面 |

## 利用状況
近年の一日平均乗車人員推移は下記の通り。
なお、2013年は開業日の11月30日から12月31日までの32日間を基準にしたものである。
| 路線         | 路線     | 2010年 | 2011年 | 2012年 | 2013年 | 2014年 | 2015年 | 2016年 | 2017年 | 2018年 | 2019年 | 出典  |
| ------------ | -------- | ------ | ------ | ------ | ------ | ------ | ------ | ------ | ------ | ------ | ------ | ----- |
| 水仁・盆唐線 | 乗車人員 | 未開業 | 未開業 | 未開業 | 8,762  | 9,176  | 9,945  | 10,378 | 10,947 | 11,730 | 12,270 | [ 1 ] |
| 水仁・盆唐線 | 降車人員 | 未開業 | 未開業 | 未開業 | 9,193  | 10,099 | 11,128 | 11,635 | 12,351 | 13,282 | 13,893 | [ 1 ] |
| 路線         | 路線     | 2020年 | 2021年 | 2022年 |        |        |        |        |        |        |        | [ 1 ] |
| 水仁・盆唐線 | 乗車人員 | 9,261  | 10,492 | 11,783 |        |        |        |        |        |        |        | [ 1 ] |
| 水仁・盆唐線 | 降車人員 | 10,323 | 11,245 | 12,877 |        |        |        |        |        |        |        | [ 1 ] |

## 駅周辺
- 水原市庁
- 水原オリンピック公園
- 京畿道文化の殿堂
- 水原野外音楽堂
- 仁渓芸術公園
- 梅灘中学校
- ホームプラス東水原店
- ギャラリア百貨店水原店 - 2020年1月23日閉店
- ニューコアアウトレット東水原店
- 水原農水産物卸売市場
- CGV東水原
- KBS京仁放送センター

## 歴史
- 2013年11月30日 - 開業。

## 隣の駅
韓国鉄道公社
盆唐線
急行
網浦駅 (K241) - 水原市庁駅 (K243) - 水原駅 (K245)
緩行
梅灘勧善駅 (K242) - 水原市庁駅 (K243) - 梅橋駅 (K244)